# 美洲广场 (塞维利亚)

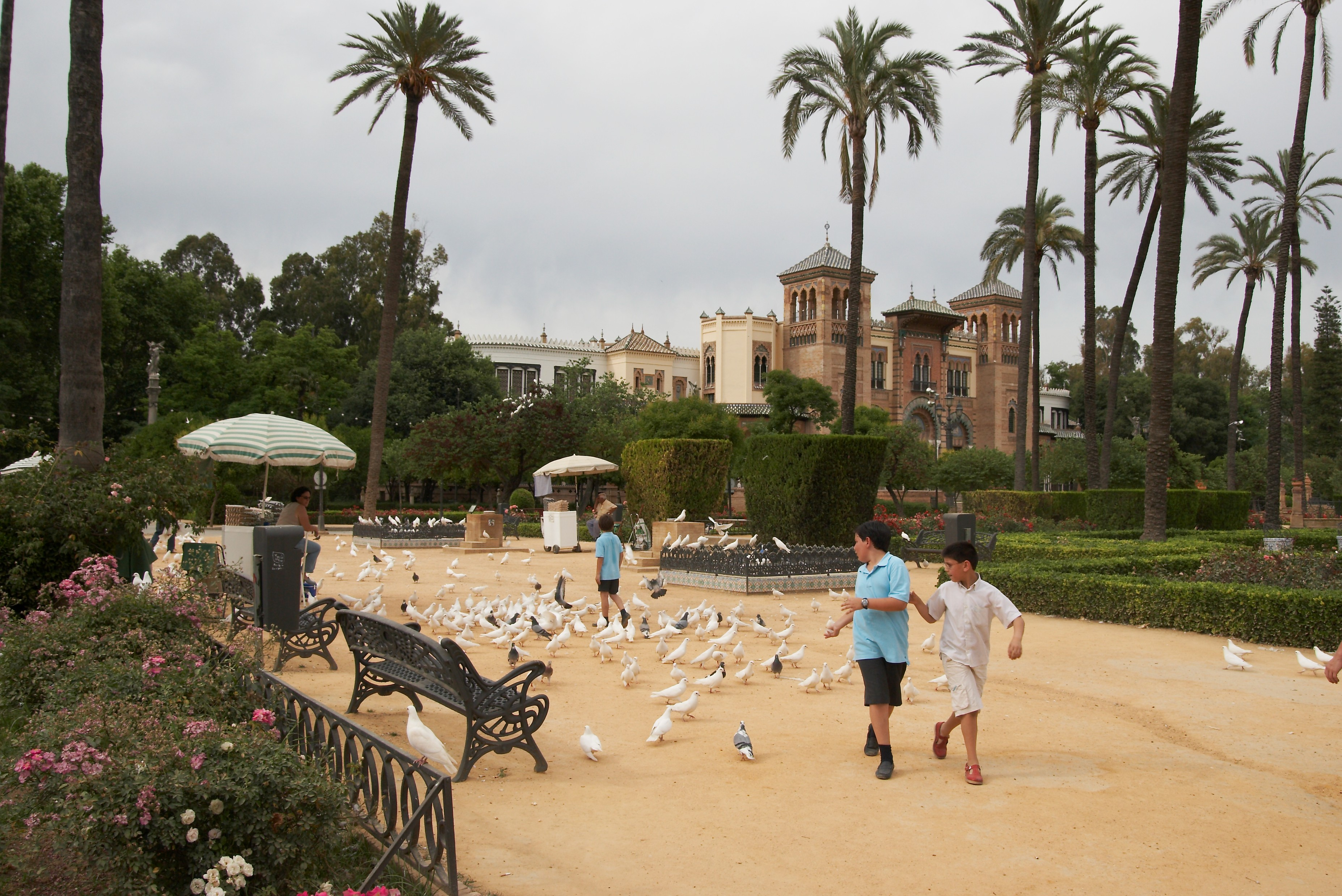
美洲广场

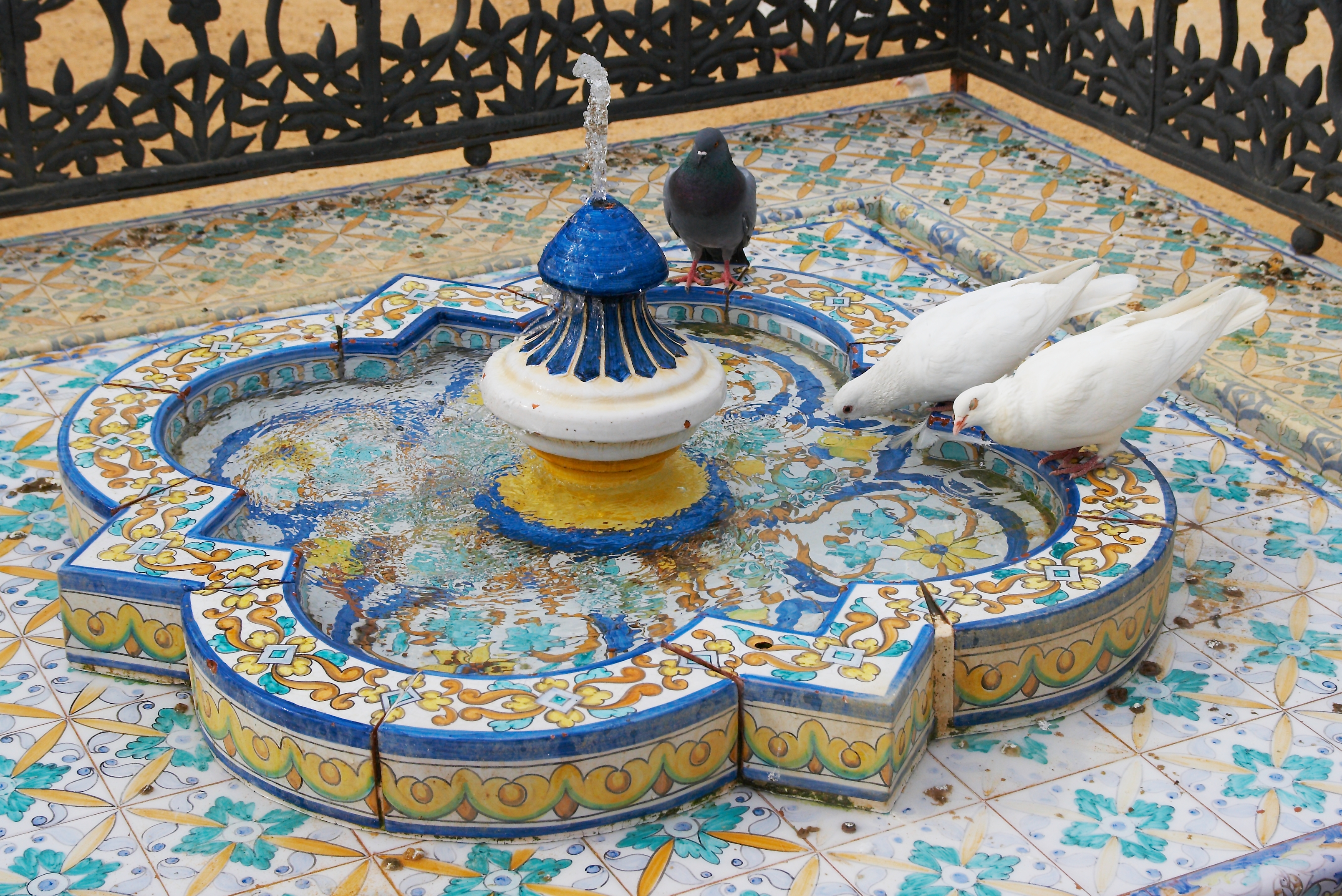

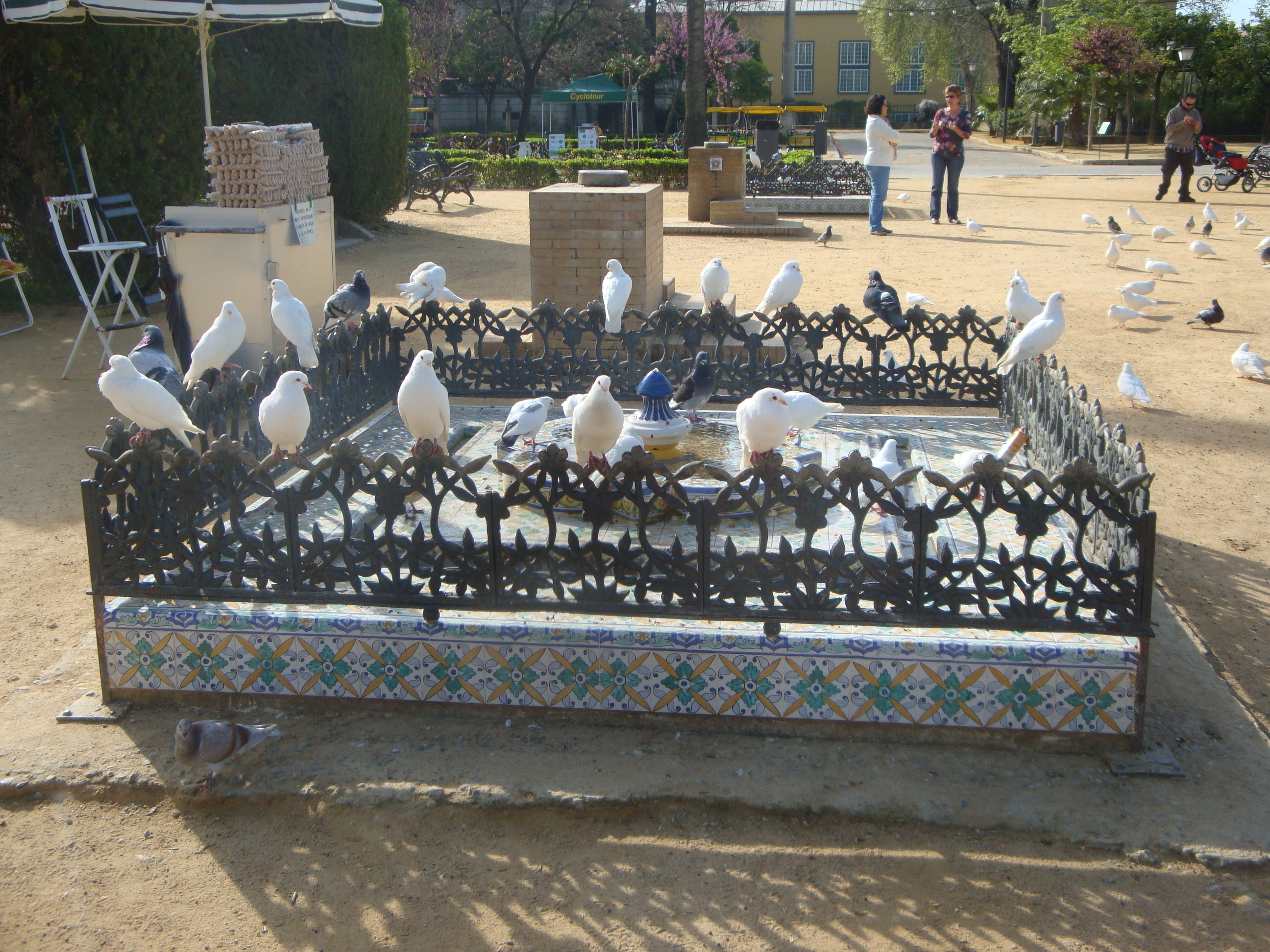

美洲广场（Plaza de América）位于塞维利亚的玛丽亚路易莎公园，三面分别是塞维利亚艺术与传统博物馆 （摩尔风格）、塞维利亚考古博物馆（文艺复兴风格）和皇家馆（哥特式），并以广场鸽著称。
三个建筑物均由阿尼巴尔·冈萨雷斯于1913年和1916年之间，为1929年伊比利亚-美洲博览会而建，每个都有不同的建筑风格。